# Oetrange
Oetrange (lb. Éiter, niem. Ötringen) – wieś (Uertschaft) w południowym Luksemburgu, w kantonie Luksemburg, w gminie Contern. Do 3 października 2015 miejscowość leżała w dystrykcie Luksemburg. Liczy 890 mieszkańców (1 stycznia 2023). 